# Thecla tema
Thecla tema är en fjärilsart som beskrevs av William Chapman Hewitson 1867. Thecla tema ingår i släktet Thecla och familjen juvelvingar. Inga underarter finns listade i Catalogue of Life.